# Штайнбергер, Альберт
Альберт Барнс Штайнбергер (англ. Albert Barnes Steinberger; 25 декабря 1841, Массачусетс — 1 мая 1894, Массачусетс) — первый премьер-министр Королевства Самоа (4 июля 1875-8 февраля 1876).
В 1873 году президент США Улисс Грант отправил Штайнбергера в качестве эмиссара на Самоа.
Первоначально представлял на островах американское правительство во время колониального соперничества вокруг архипелага США, Германии и Великобритании. Провёл три месяца на Самоа, затем отправился в Гамбург для переговоров с немцами о создании самоанского правительства, заинтересованного к американским и немецким коммерческим интересам. Вернулся на Самоа в 1874 году на корабле ВМС США. Ему удалось собрать большое собрание из множества вождей, на котором состоялся официальный обмен подарками между самоанцами и американцами. Штайнбергер предложил вождям идею американского протектората над архипелагом, заявив, что это сохранит автономию Самоа от любой иностранной державы. Однако он не получил согласия правительства США на это предложение.
Со временем стал влиятельным и популярным среди вождей Самоа.
С 4 июля 1875 по 8 февраля 1876 года занимал кресло первого премьер-министра Королевства Самоа.
8 февраля 1876 года был отрешён от должности и депортирован на Фиджи по настоянию британского и американского консулов, посчитавших его проводником германских интересов. Его увольнение имело важные последствия. За то, что они действовали по собственной инициативе, американские и британские консулы сами были уволены своими правительствами. Парламент Самоа, разгневанный тем, что король таким образом уступил иностранному давлению, низложил короля, не назначив немедленно другого; не было и нового премьер-министра, который заменил бы Штайнбергера. В течение следующих двух десятилетий в стране сохранялась нестабильность, тем более что британцы, американцы и немцы иногда поддерживали разные фракции. Эта напряженность в конечном итоге привела к трехстороннему договору 1899 года. Затем Самоа было разделено на немецкую и американскую колонии.
В мае 1876 — феврале 1879 годов Штайнбергер продолжил работать государственным министром по делам путешествий Королевства Самоа.
До настоящего времени А. Штайнбергер остаётся единственным руководителем правительства единого самоанского государства.